# Josep Cuní i Llaudet
Josep Cuní i Llaudet (Tiana, 4 d'octubre de 1953) és un periodista i presentador de ràdio i televisió català. Fou el presentador del programa Els matins de TVC entre 2004 i 2011 i de 8 al dia entre 2011 i 2017. Posteriorment va tornar a la ràdio amb el programa Aquí, amb Josep Cuní a SER Catalunya entre 2018 i 2022. És germà del també periodista Carles Cuní.

## Biografia
És fill de peixaters, amb qui treballava repartint peix als estius sent nen. Segons ha dit en declaracions, va voler ser periodista per no matinar tant com el seu pare amb el peix, però al final no ho va poder acomplir per culpa dels programes matinals que va presentar, com el mític pas per Els Matins de TV3.
Va iniciar la seva carrera professional en la ràdio mentre estudiava Dret per les nits, passant per l'escola de Ràdio Joventut de Barcelona, passant per Ràdio Terrassa i Ràdio Barcelona (Cadena SER). El 1984 començà a Catalunya Ràdio on va exercir de responsable de programació.
El 1995 va marxar durant sis mesos als Estats Units i, al tornar, va anar a una altra emissora emergent, COM Ràdio on va presentar el magazín matinal El matí de Josep Cuní durant quatre temporades. L'estiu de 2000 es va traslladar amb el seu programa i equip a Ona Catalana, on va treballar durant tres anys.
A l'àmbit televisiu ha presentat diversos programes a TVC, com La tarda és nostra (1994), L'aventura quotidiana (1999-2001), o Coses que passen (2002-2004). Però el 23 de abril de 2004 va començar un dels programes que el va ser encara més famós si cal, el mític magazín informatiu: Els matins (TV3). Allà va permanèixer durant set temporades, des de 2004 fins 2011. Amb aquest programa va aconseguir el Premi Ondas al 2005 i un Micròfon d'Or al 2009.
Acabada aquesta etapa, entre setembre de 2011 i juny del 2017 presentà 8 al dia al canal privat català 8TV. Durant la temporada, el programa va tenir un share mitjà de 6,7% i 146.000 espectadors, un dels majors èxits de l'extinguida cadena.
L'octubre de 2018 tornà a la ràdio, presentant el programa matinal Aquí, amb Josep Cuní a SER Catalunya. El 27 de maig de 2022 es feu públic que no continuaria a l'emissora, renúncia que es feu efectiva el juliol d'aquell mateix any. Al llarg de l'estiu es conegué el seu fitxatge per Ràdio Nacional d'Espanya (RNE) com a nou presentador de l'informatiu 24 horas, decisió que fou durament rebutjada pel consell informatiu de l'emissora en un comunicat publicat a xarxes el 27 d'agost de 2022, criticant la manca de diàleg amb les parts i el caràcter imposat de la decisió del president de Radiotelevisió Espanyola (RTVE).

## Premis i reconeixements
La seva trajectòria ha estat reconeguda en un total de cinc ocasions amb el Premi Ondas.
L'any 2004 va obtenir el Premi Lliri de l'Associació de Dones Periodistes de Catalunya.
El Govern de la Generalitat de Catalunya li va concedir la Creu de Sant Jordi l'11 d'abril de 2017.